# Castrella graffi
Castrella graffi är en plattmaskart. Castrella graffi ingår i släktet Castrella och familjen Dalyelliidae. Inga underarter finns listade i Catalogue of Life.